# Bảo tàng Galliera

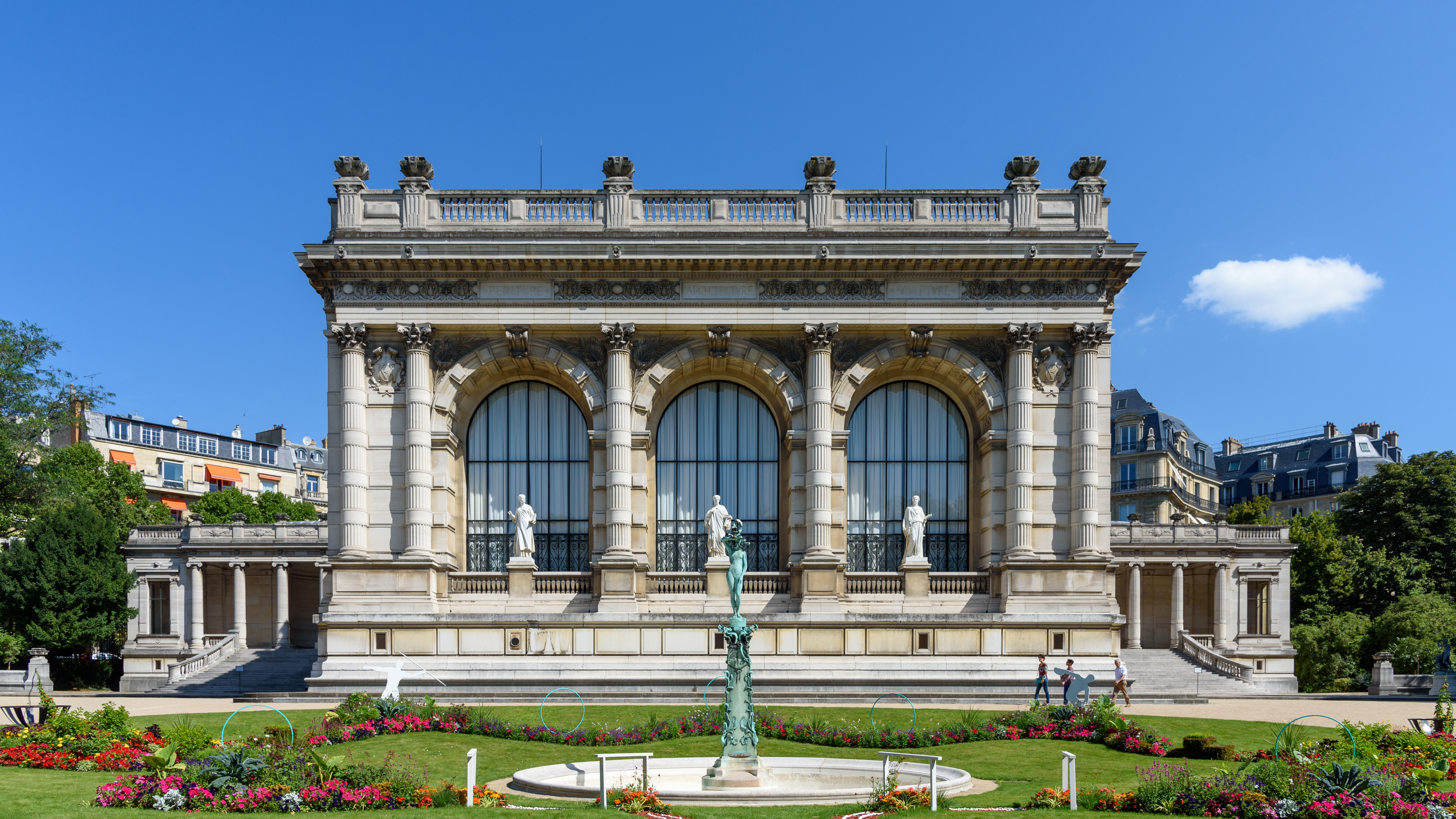
Bảo tàng Galliera

Bảo tàng Galliera (tiếng Pháp: Musée Galliera) là một bảo tàng về thời trang nằm ở số 10 đại lộ Pierre-Ier-de-Serbie, Quận 16 thành phố Paris. Được thành lập năm 1977, Bảo tàng Galliera trưng bày các hiện vật về lịch sử ngành thời trang với 90 ngàn hiện vật bao gồm y phục, mũ, túi, găng tay, ô... Bảo tàng Galliera hiện nay thuộc sự quản lý của thành phố Paris. Năm 2007, bảo tàng đón lượt 75.724 khách thăm.